# AMF Assurances
 (août 2014).
Si vous disposez d'ouvrages ou d'articles de référence ou si vous connaissez des sites web de qualité traitant du thème abordé ici, merci de compléter l'article en donnant les références utiles à sa vérifiabilité et en les liant à la section « Notes et références ».
 (17 juillet 2025).
Pour les articles homonymes, voir AMF.
AMF Assurances est une société d'assurances. C'est une société anonyme à directoire et conseil de surveillance dont le siège est situé à Rouen. C’est une filiale du Groupe Matmut et d’AMF Mutuelle — Assurance Mutuelle des Fonctionnaires — dédiée aux besoins privés et professionnels des agents publics.
Les produits d’AMF Assurances — auto, moto, habitation, accidents corporels, loisirs et « multigaranties professionnelles des agents publics » — sont disponibles dans les Agences Matmut.

## Chiffres clés
- 273 678 souscripteurs
- 676 848 contrats

Structure du portefeuille :

| 1 Auto/moto |  | 319384 |  |

| 2 Habitation |  | 214002 |  |

| 3 Acc. corp. |  | 102725 |  |

| 4 Pros |  | 13650 |  |

| 5 Scolaire |  | 14650 |  |

| 6 Navigation |  | 2967 |  |

| 7 Chasse |  | 1311 |  |

## Produits et services
AMF Assurances propose les produits et services suivants :
- auto, moto, camping-car, habitation, bateau, chasse, responsabilités, accidents corporels, assurance scolaire, protection juridique, responsabilités professionnelles des Agents Publics
- assistance aux personnes, assistance auto, assistance habitation

## Partenaires
- AMF Assurances adhère au GEMA et est partenaire de 15 mutuelles de la Fonction Publique :
  - Groupe Mutualiste RATP
  - Harmonie Fonction Publique
  - MAEE (Mutuelle des Affaires Étrangères et Européennes)
  - MCDEF (Mutuelle Civile de la Défense)
  - MCF (Mutuelle Centrale des Finances)
  - MGAS (Mutuelle Générale des Affaires Sociales)
  - MGEFI (Mutuelle Générale de l'Économie des Finances et de l'Industrie)
  - MMJ (Mutuelle du Ministère de la Justice)
  - MNSPF (Mutuelle Nationale des Sapeurs Pompiers de France)
  - MPAN (Mutuelle du Personnel de l'Assemblée Nationale)
  - MPCDC (Mutuelle du Personnel de la Caisse des Dépôts et Consignations)
  - MPCHR (Mutuelle du Personnel du Centre Hospitalier du Rouvray)
  - MSP (Mutuelle des Services Publics)
  - MSP (Solimut Mutuelle de France)
  - SMH (Société Mutuelle des Hospitaliers)